# Río Asma
El río Asma es un río del noroeste de la península ibérica que discurre por la provincia de Lugo, Galicia, España.

## Etimología
Según el lingüista E. Bascuas, el nombre de Asma deriva del tema hidronímico paleoeuropeo *aps-, derivado de la raíz indoeuropea *ap- 'agua'.

## Curso
Transcurre por el concello de Chantada. Da cobijo a distintas zonas de gran riqueza paisajística y ecológica. Atraviesa la capitalidad del municipio antes de desembocar en el río Miño. Aparece descrito en el tercer volumen del Diccionario geográfico-estadístico-histórico de España y sus posesiones de Ultramar de Pascual Madoz de la siguiente manera:

ASMA: r. en la prov. de Lugo, y part. jud. de Taboada: tiene origen de las vertientes del monte Faro, y recogiendo varios arroyuelos, se dirige por la felig. de San Salvador de Brigós, donde le cruza el puente de piedra denominado do Barranco, cruza por Chantada y se introduce en el Miño, dejando á su der. la felig. de San Pedro de Lincora, y á su izq. la de San Félix de Asma: prod. buenas truchas, y da impulso á un crecido número de molinos harineros, si bien el estío disminuye su caudal.
(Madoz, 1846, p. 40)